# Косатцеві
Косатцеві, раніше також Парусники (Papilionidae) — родина великих, барвистих денних метеликів з надродини косатцюваті, яка містить понад 550 видів. Хоч більшість з них є мешканцями тропіків, представники родини зустрічаються на кожному континенті, окрім Антарктиди. До родини належать найбільші денні метелики у світі, птахокрили з роду Ornithoptera.
Косатці мають ряд характерних особливостей, наприклад, гусениця косатця має на передньогрудях пахучий орган, так званий осметерій. Осметерії зазвичай приховані, але під час загрози гусениця вивертає їх під тиском гемолімфи через поперечну дорсальну борозенку. Це м'ясисті, роздвоєні структури, що виділяють сморідні екскрети з терпенами, які гусениця зазвичай вибризкує на нападальника.
Імаго деяких видів мають помітні «кіски», задні вирости задніх крил біля жилки M3. Щодо наукової назви, то Лінней дав назву Papilio для типового роду, що латиною означає «метелик». Для видових назв цього роду, Лінней використав імена грецьких героїв: типовий вид махаон названо на честь Махаона, одного з синів Асклепія, згаданого в «Іліаді».

## Класифікація
- Підродина Baroniinae
  - Baronia
- Підродина Parnassiinae — Верховинці
  - Allancastria
  - Archon
  - Bhutanitis
  - Hypermnestra
  - Luehdorfia
  - Parnassius
  - Sericinus
- Підродина Papilioninae — Косатці
  - Atrophaneura
  - Battus
  - Cressida
  - Euryades
  - Eurytides
  - Graphium
  - Iphiclides — косатець-вітрилець
  - Lamproptera
  - Meandrusa
  - Mimoides
  - Ornithoptera — птахокрил
  - Papilio
  - Parides
  - Pharmacophagus
  - Protesilaus
  - Protographium
  - Teinopalpus — тейнопальп
  - Trogonoptera
  - Troides — троїдес'

## Стадії
Стадії розвитку косатця велетенського (Papilio cresphontes)

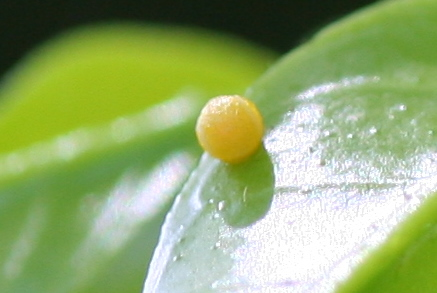
Яйце
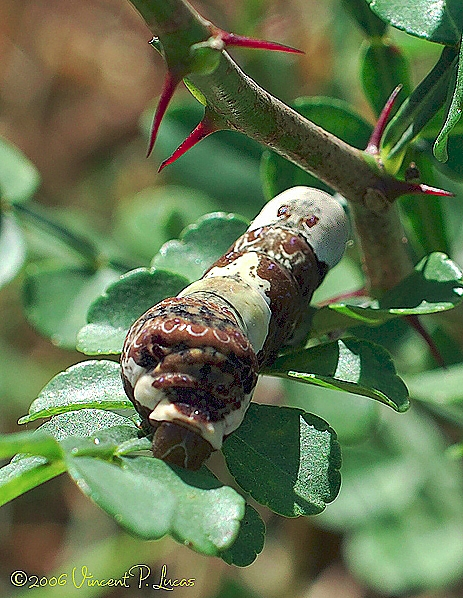
Гусениця
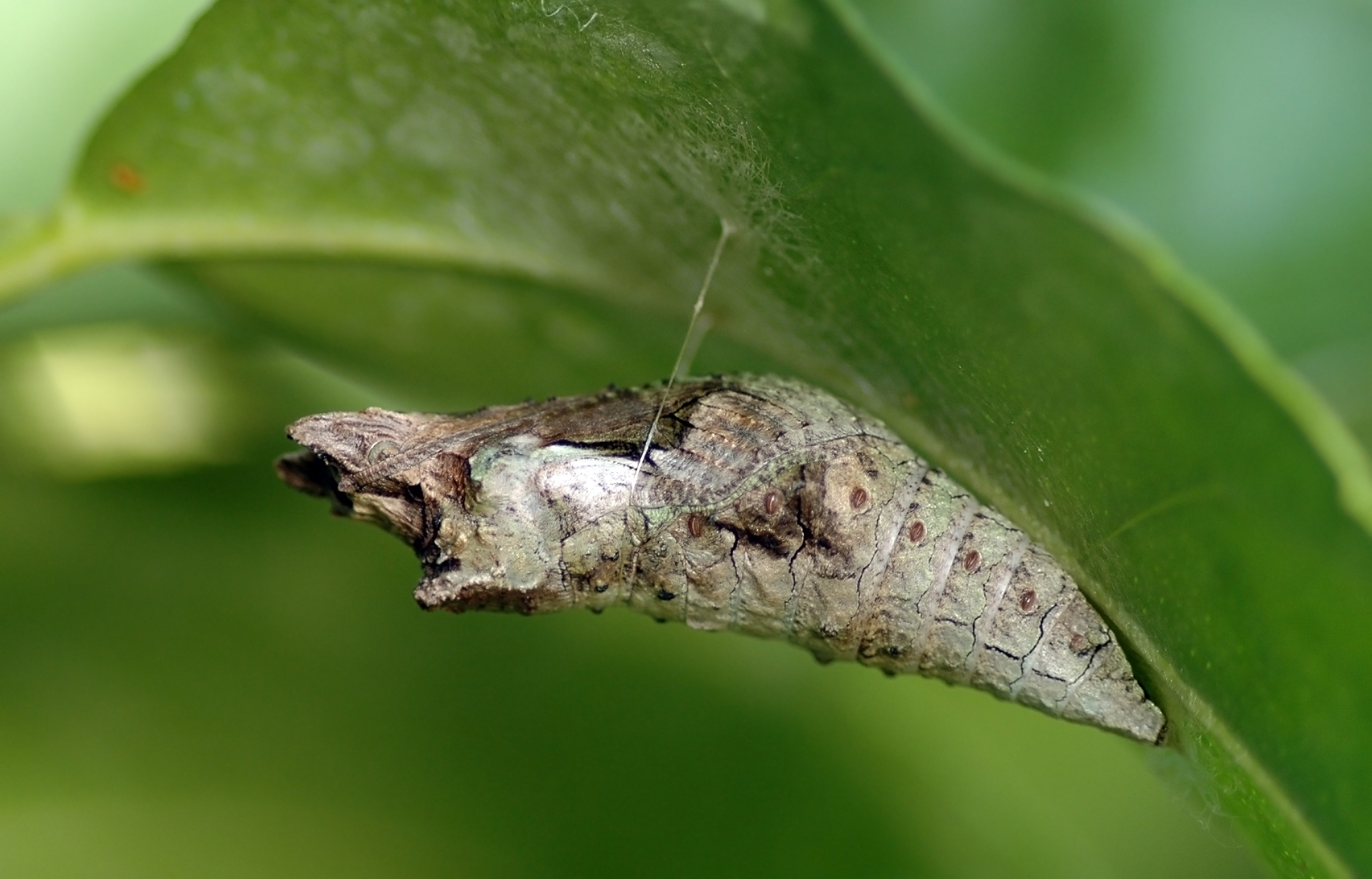
Лялечка
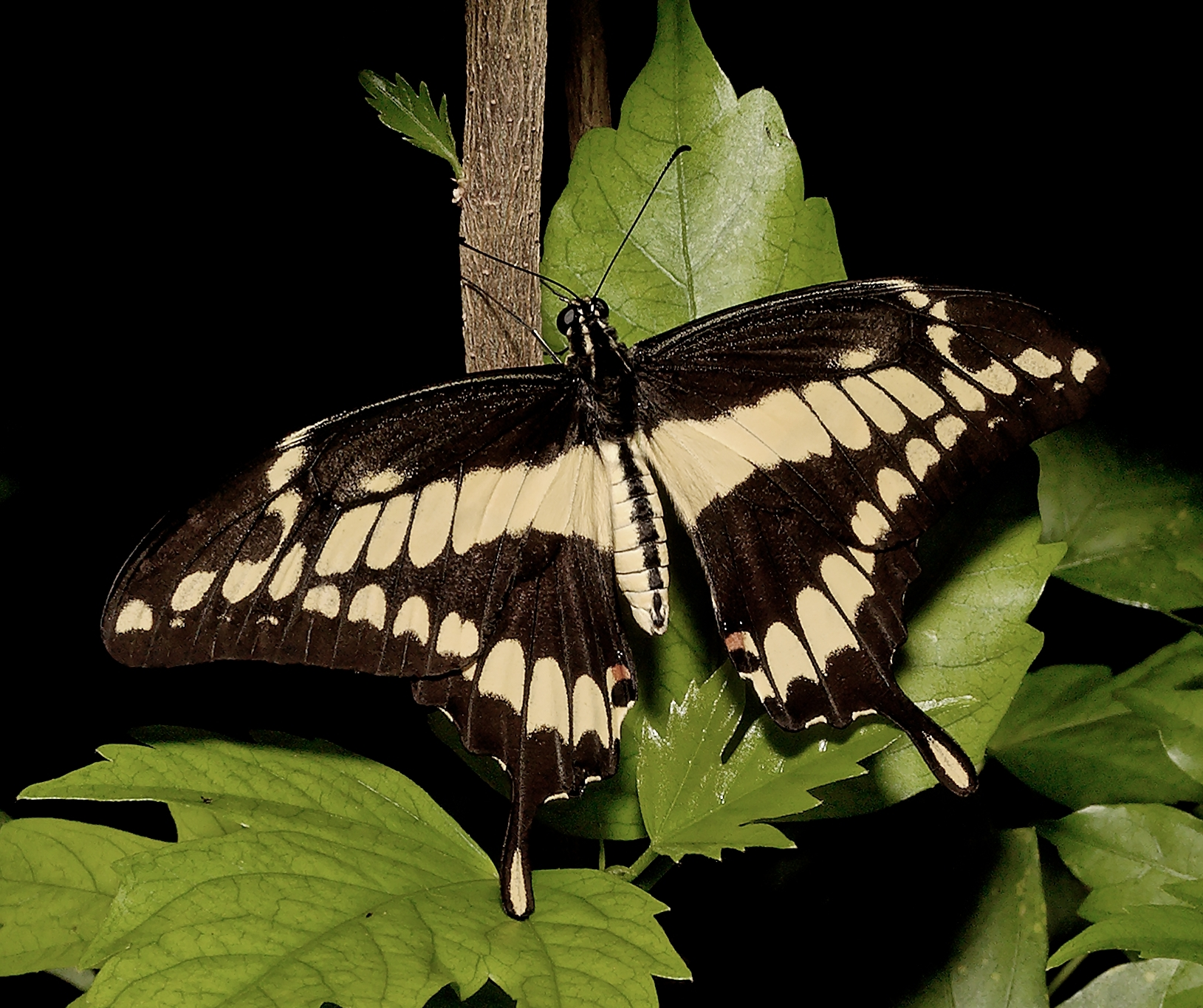
Імаго

## Поширення
У 2005 році було відомо 552 сучасних видів, які поширені в тропічних і помірних областях всіх континентів, окрім Антарктиди. Різні види зустрічаються від рівня моря до високогір'їв, як у випадку більшості видів аполлонів. Найбільша кількість видів і найбільша різноманітність форм і способів життя трапляється в тропіках і субтропіках між 20 ° пн.ш. і 20 ° пд.ш.,: зокрема, у Південно-Східній Азії, і між 20°пн.ш і 40°пн.ш. у Східній Азії. Тільки 12 видів знайдено в Європі і тільки один вид, Papilio machaon мешкає на Британських о-вах. У Північній Америці відмічено 40 видів, включаючи тропічні види і Parnassius.
Найпівнічніший косатець — це Арктичний верховинець (Parnassius arcticus) знайдений на Полярному колі у північно-східній Якутії, на висоті 1500 м над рівнем моря. У Гімалаях, деякі види верховинців, як-от Parnassius epaphus, та деякі інші, відмічено на висоті 6000 м над рівнем моря.:221

## Морфологія
Детальний огляд морфологічних особливостей Papilionidae, за Бінгемом (Bingham, 1905) наступні::1,2
Яйце. «Куполоподібної форми, гладке або неясно грановане, заввишки більше, ніж завширшки, дещо шкірясте, непрозоре». (Doherti).
Гусениця. Грубувата, гладенька або з серією м'ясистих горбків на спинці: іноді з піднятим м'ясистим виступом (так званим гребенем) на четвертому сегменті, також зазвичай потовщеному вище. Другий сегмент має поперечний отвір, з якого личинка може вивертати за бажанням прямий, роздвоєний, залозистий м'ясистий орган, який випускає сильний, доволі приємний, але завжди різкий запах.
Лялечка. Змінна за формою, але загалом часто зігнута назад, іноді дуже сильно, кутаста, з усіченою або округлою, часто роздвоєною головою; спинка черевця гладенька або горбкувата. Кріпиться хвостовою частиною, як правило, в перпендикулярному положенні, а також круглою шовковою перетяжкою посередині. У верховинців лялечка знаходиться у просторій шовковій сітці між листям.
Імаґо. Крила надзвичайно різноманітні за формою. Заднє крило дуже часто з кіскою, яка може бути вузькою, або широкою і лопатчастою, проте це завжди розширення термена біля 4-ї жилки. В одному роді, Bhutanitis, термен задніх крил продовжений в хвіст на кінцях 2 і 3-ї жилок, а також 4-ї жилки. Переднє крило (за винятком аномальних родів Parnassius і Hypermnestra) з усіма 12 жилками і коротких внутрішніми жилок, жилки 1,, яка незмінно закінчується на дорсальному боці. Коротка поперечна жилка присутня при основі крила між середньою жилкою і жилкою 1а у всіх родах, за винятком Lamproptera, Bhutanitis, Parnassius і Hypermnestra. Заднє крило: жилка 1а відсутня; прекостальна жилка і прекостальна комірка присутні; дорсальний край не вирізаний настільки, що торкається черевця, а у самців часто вкриває черевце і на складці вкритий спеціалізованими лусочками (androconia) або волосками, які часто мають сильний запах. Вусики порівняно короткі, зазвичай з виразною булавою; «дистальні членики сильніше розширені вентрально, ніж дорсально, тому булава опукла з дорсального боку» (Jordan). Вусики більш за все вкриті лусочками у Lamproptera, але у Papilio знаходяться тільки на базальних члениках. Тіло грубе; класпери на вершині черевця у самців звичайно добре розвинені, відсутні в декількох форм. Шість ходильних ніг, передні гомілки з медіальною площинкою; кігтики прості, за винятком однієї форми Lamproptera, у якої вони двозубчасті.

### Діагностичні ознаки
Ключовими ознаками для визначення Papilionidae від інших родин є такі:
- Наявність на передньогрудному сегменті гускниць осметерія, вилкоподібного, м'ясистого органа, що вивертається.
- Жилкування крила дорослих косатців є дуже характерним. Друга анальна жилка, 2A, різко вигинається уперед до внутрішнього краю крила і не з'єднується з першою анальною жилкою, 1A. В інших родинах денних метеликів ці жилки зливаються і 2A не сягає краю крила.
- склерити шиї злиті нижче місця, де прикріплено м'язи, що рухають головою.

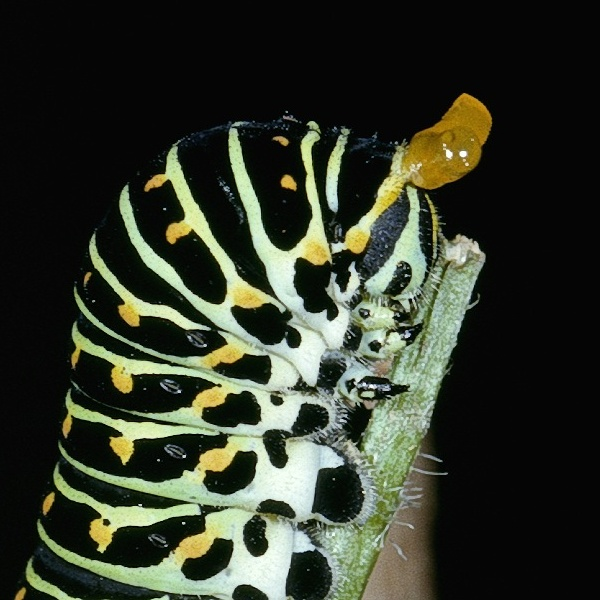
гусениця махаон, що вивернула пахучі залози для захисту.
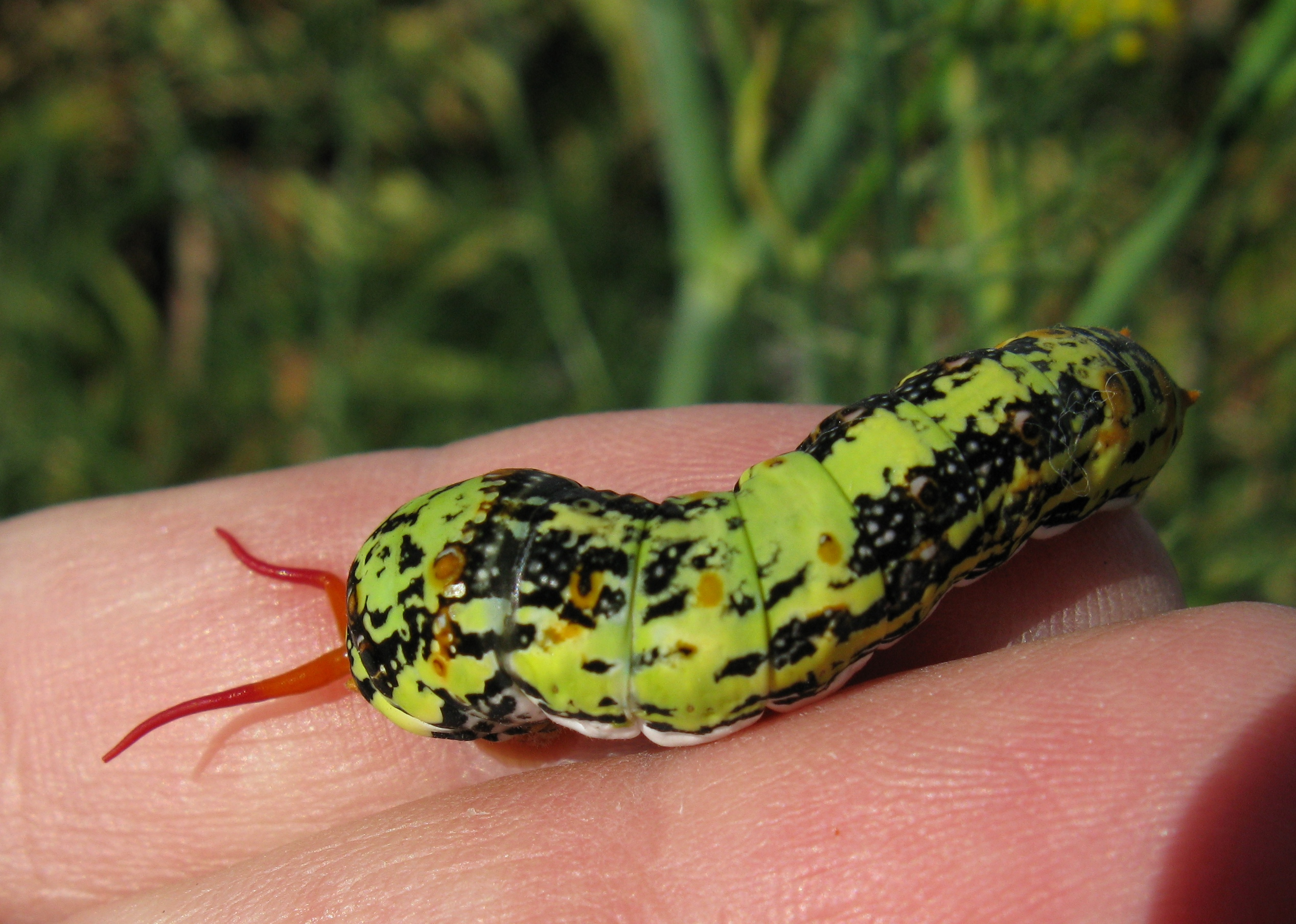
Гусениця Papilio demodocus що торкається пальця, що потурбував її, одним ріжком вивернутого осметерія.
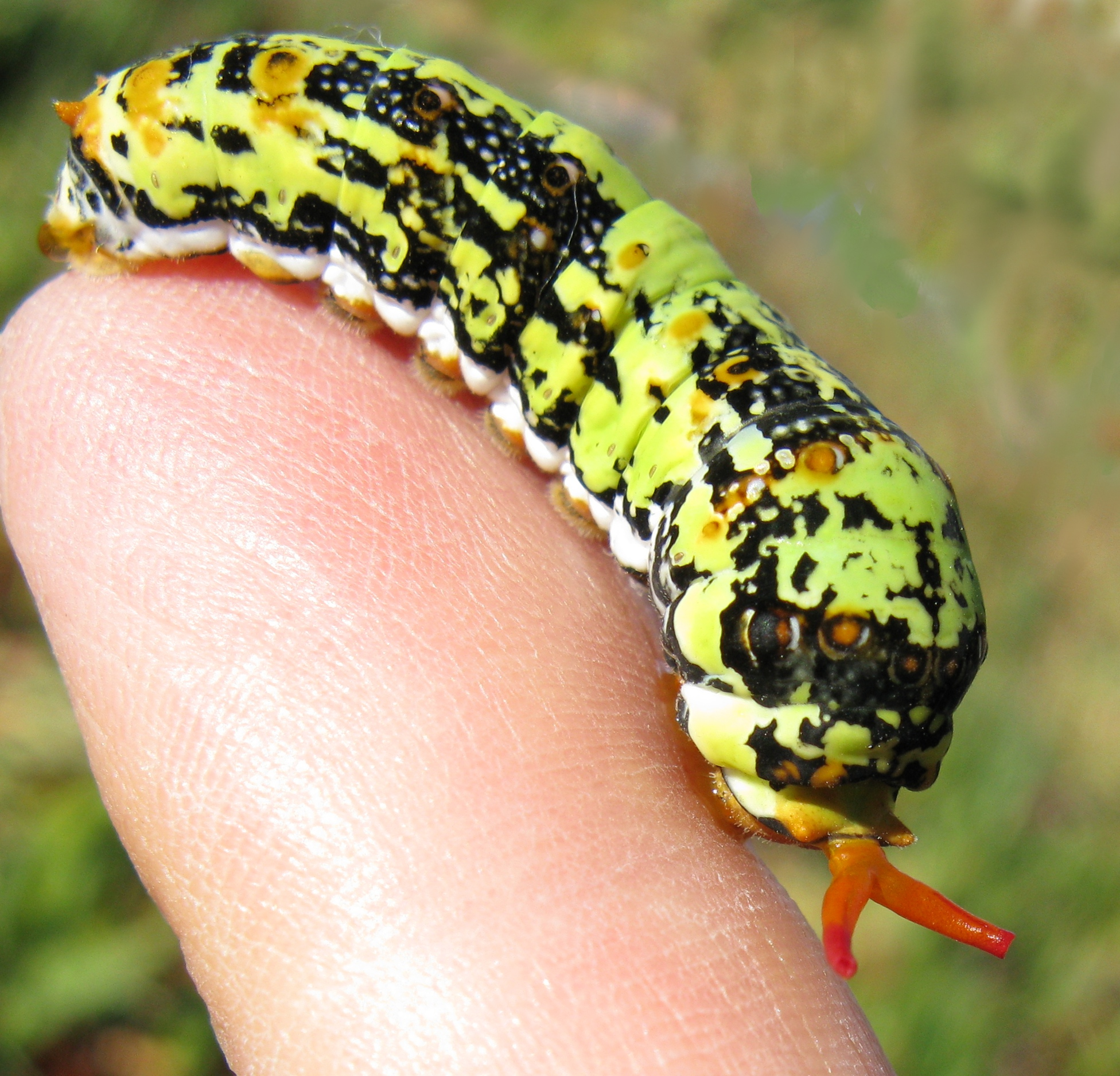
Papilio demodocus Гусениця, що починає вгортати  осметерій, коли джерело подразнення зникло.
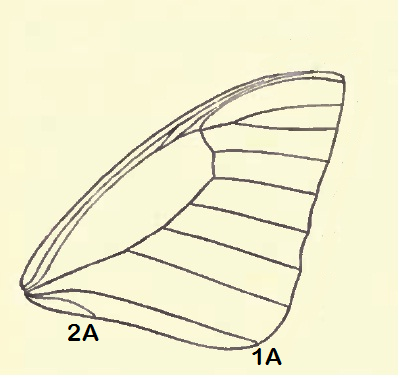
Переднє крило імаґо Graphium agetes. Друга анальна жилка, 2A, сягає вгору краю крила і не з'єднується з першою анальною жилкою, 1A.
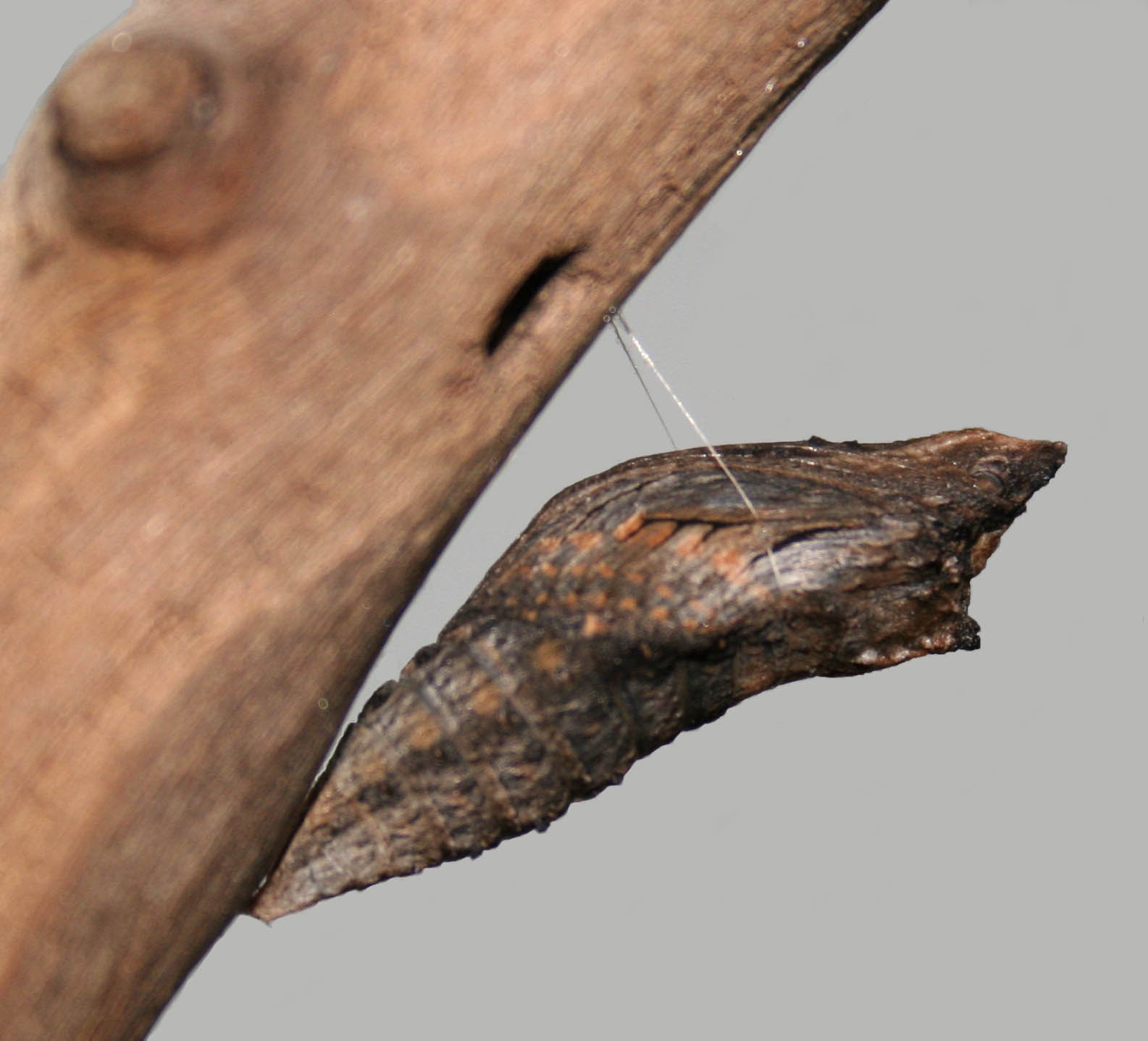
Лялечка косатця зазвичай приєднується до субстрату кремастером і тримається головою догори завдяки шовковому паску.

## Таксономія

### Підродини

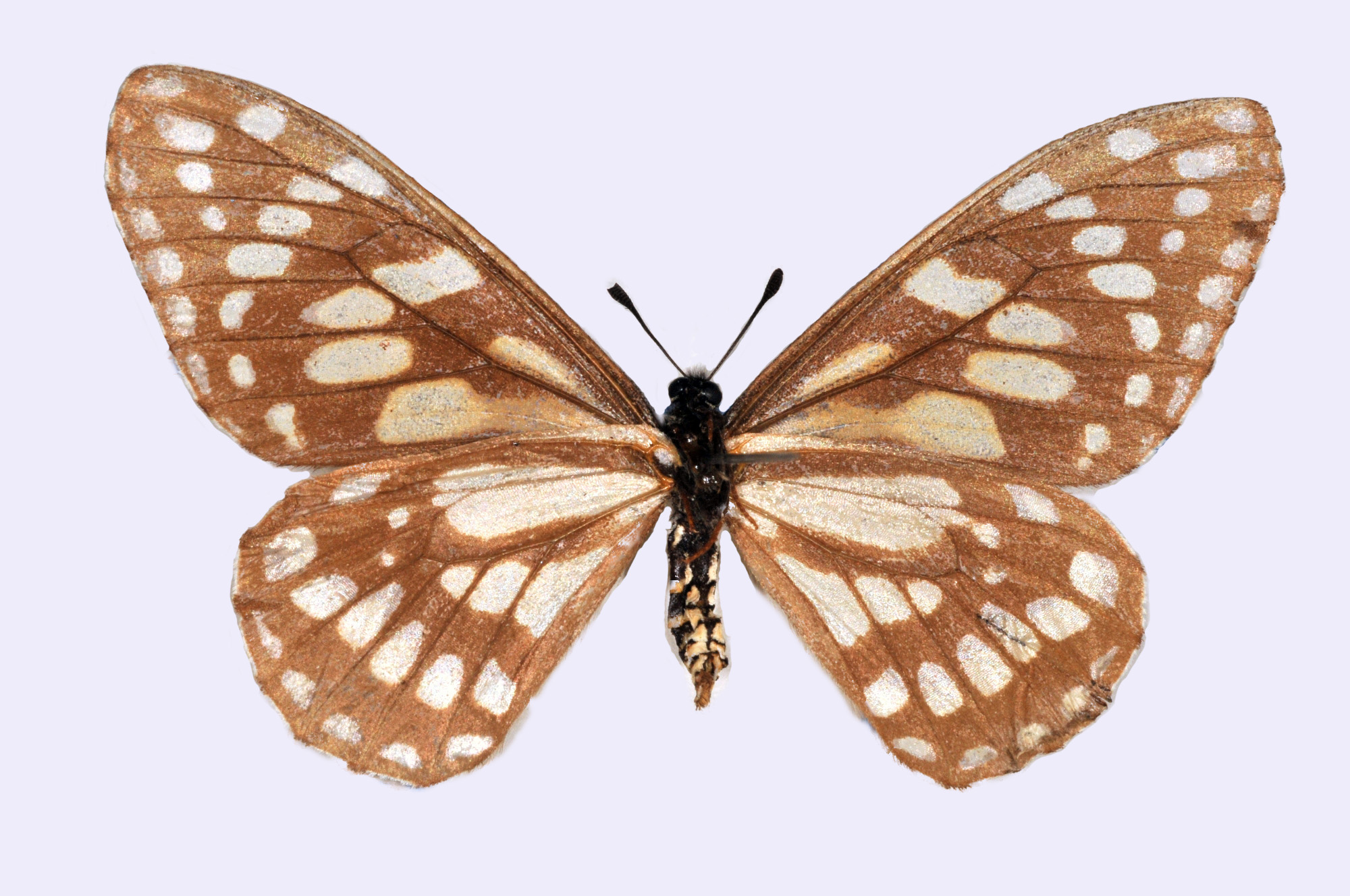
Short-horned Baronia
(Baronia brevicornis),
subfamily Baroniinae.

Роди сучасних косатців зазвичай розподіляють між трьома підродинами, Baroniinae, Parnassiinae і Papilioninae, дві останніх далі поділяються також на триби. Філогенія і класифікація косатців віддзеркалює, окрім морфологічних особливостей, перевагу певним кормовим рослинам і певні екологічні особливості способу життя.

#### Baroniinae
Baroniinae — монотипна підродина, обмежена невеликим регіоном Мексики; її розглядають як найбазальнішу з підродин. Baronia brevicornis розглядають як реліктовий вид, який має спільні риси з викопним таксоном, Praepapilio. Baronia є унікальною серед косатців також тому, що кормовою рослиною її гусениць є види Acacia (родина Leguminosae).

#### Parnassinae
Parnassinae — підродина метеликів з виключно голарктичним поширенням. Більшість видів, переважно Parnassius, можна зустріти в гірських місцевостях. Парнасіїд можна зустріти і в інших біотопах, наприклад, в арідних пустелях (Hypermnestra), гумідних лісах (Luehdorfia) і навіть на луках в низинах (Zerynthia)" (Nazari, 2006). В межах Parnassinae виділяють триби Parnassiini, Zerynthiini і Luehdorfiini.
Триба Parnassiini містить два роди, монотипний рід Hypermnestra, в цілому обмежений Центральною Азією, та рід Parnassius (аполлони), яскраво виражену групу з багатьма видами, які є переважно гірськими і здатними мешкати на значних висотах. Більшість Parnassius мають дві яскраво-червоних плями на задніх крилах. Триба Luehdorfiini включає в себе монотипні роди Archon з Малої Азії та рід Luehdorfia з Китаю та Японії. Ці дві триби еволюювали, змінивши кормові рослини, тоді як третя триба, Zerynthiini, залишила вихідну кормову рослину косатців, хвильовик (Aristolochia). Zerynthhini представлено чотирма родами — Sericinus, Bhutanitis, Zerynthia and Allancastria.:13
Subfamily : Parnassiinae.

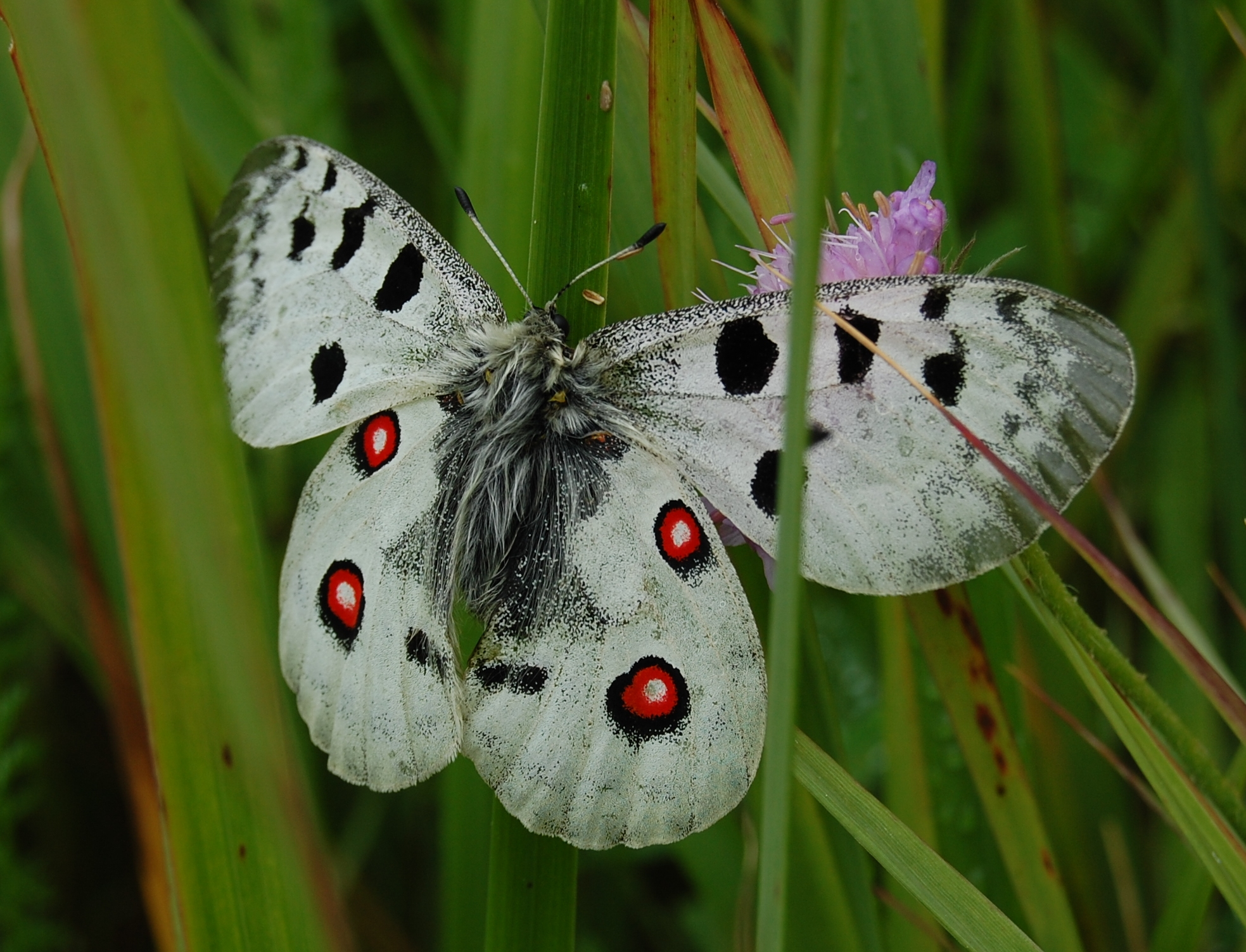
аполлон (Parnassius apollo), триба Parnassiini.
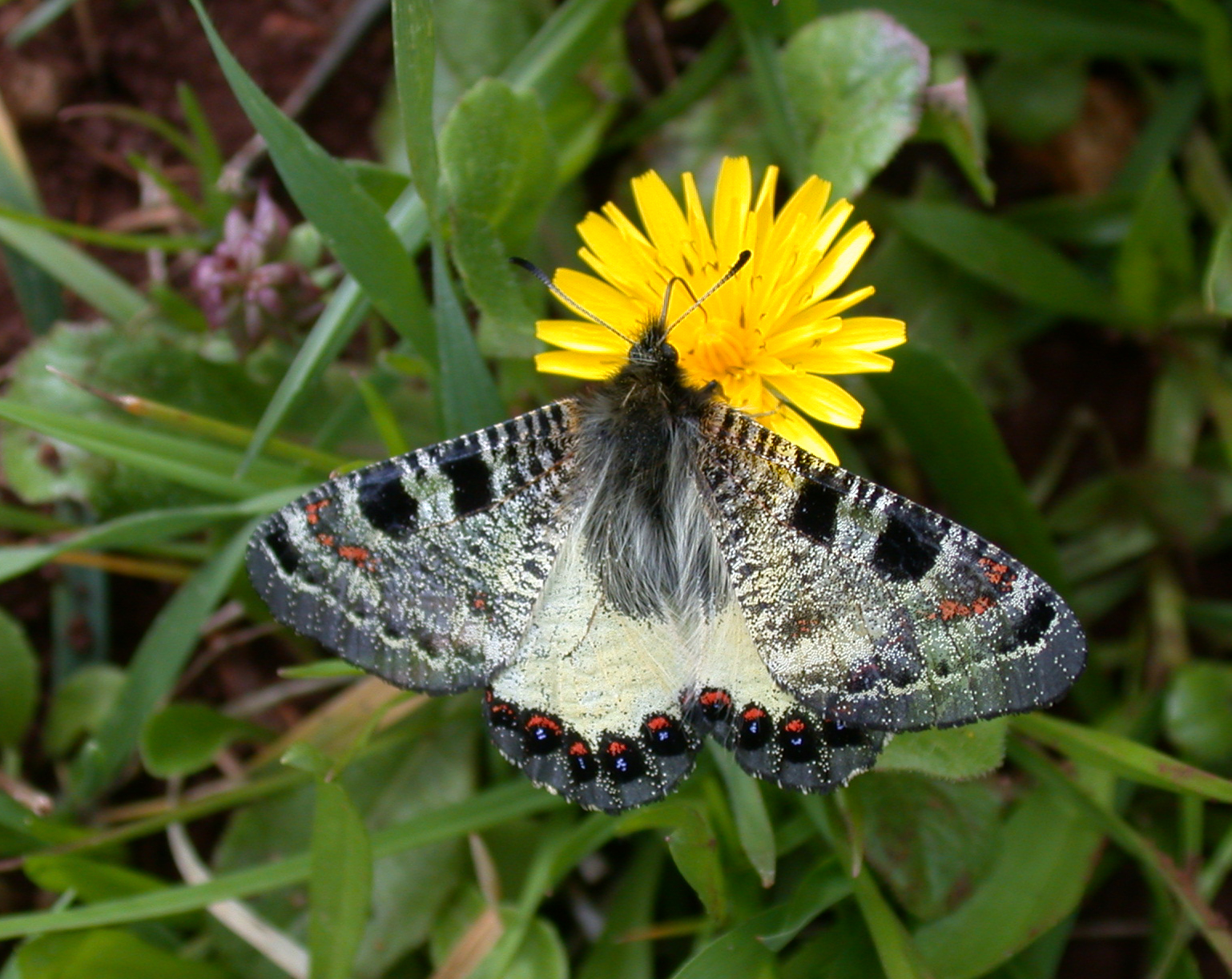
архон (Archon apollinus), триба Luehdorfiini.
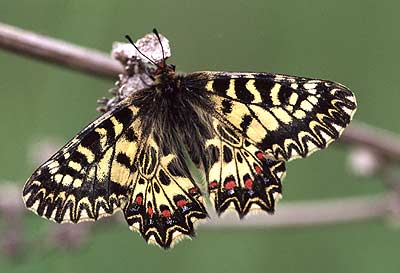
поліксена (Zerynthia polyxena), триба Zerythiini.
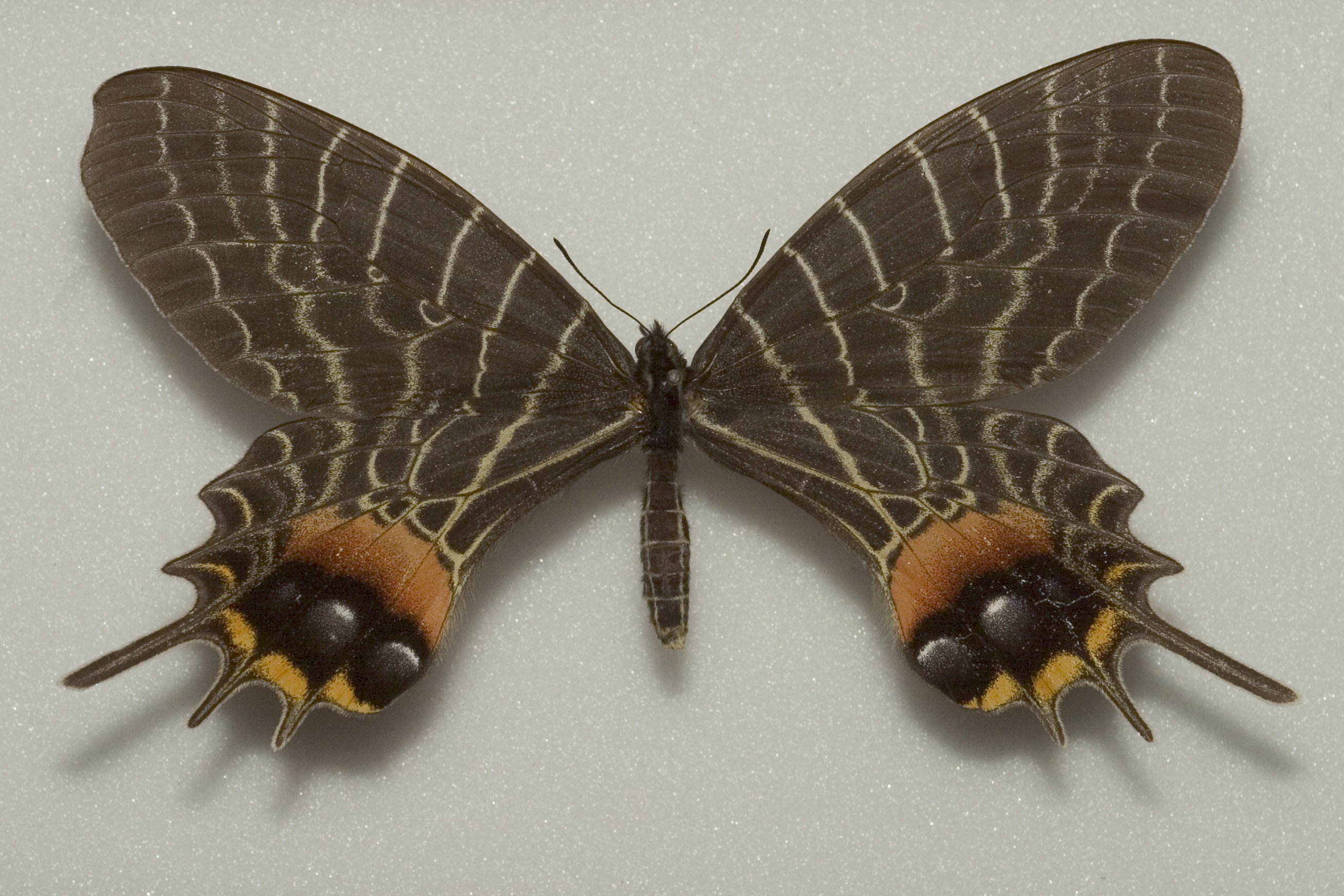
бутанітіс (Bhutanitis lidderdalii), триба Zerythiini.

#### Papilioninae
В підродині Papilioninae виділяють триби Leptocircini, Teinopalpini, Troidini і Papilionini.
Підродина: Papilioninae.

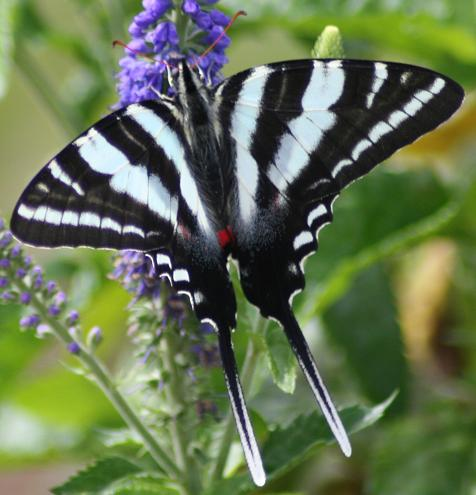
Зебровий косатець (Eurytides marcellus) Триба Leptocircini.
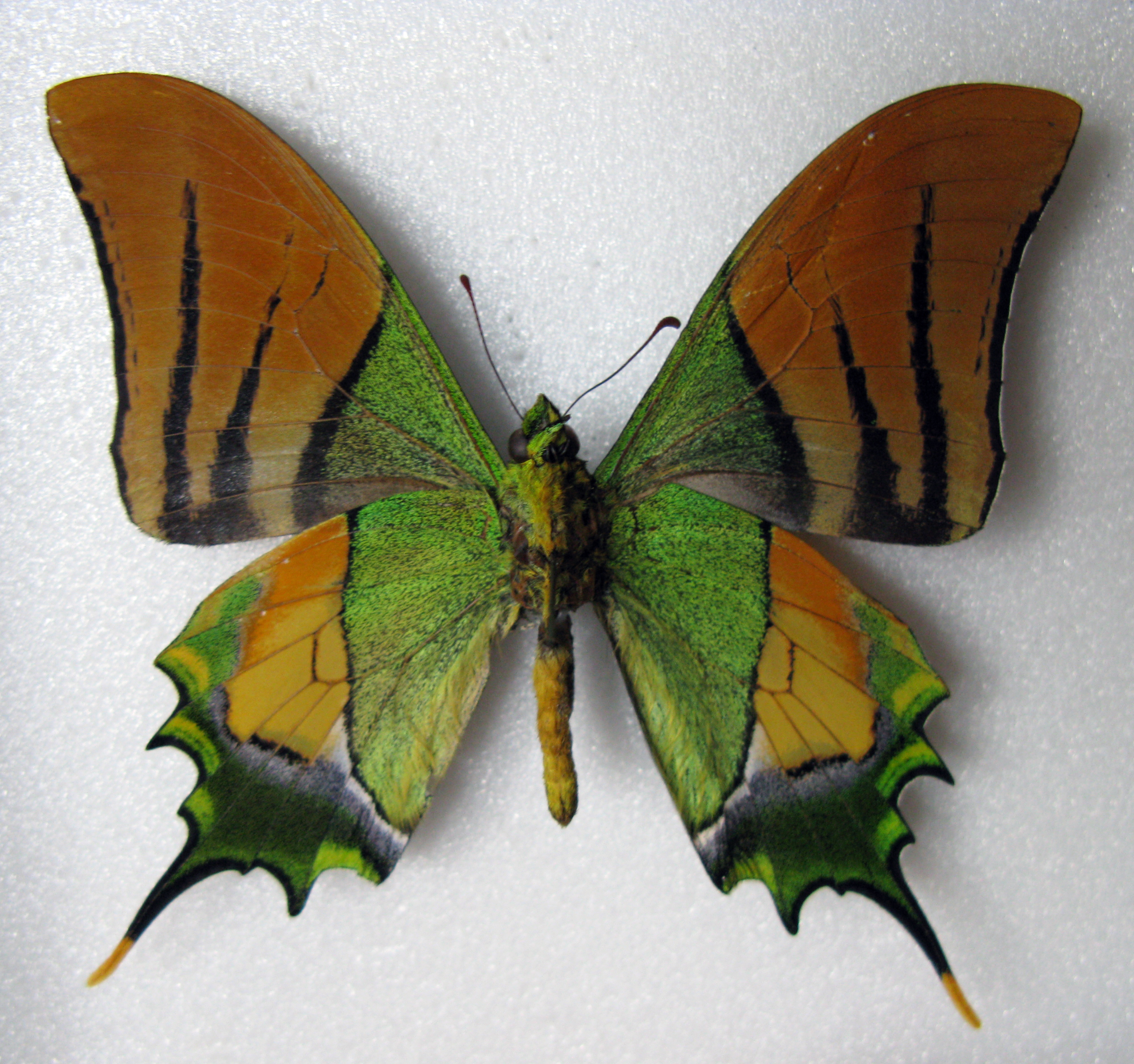
Тейнопальпус імператорський (Teinopalpus imperialis) Триба Teinopalpini.
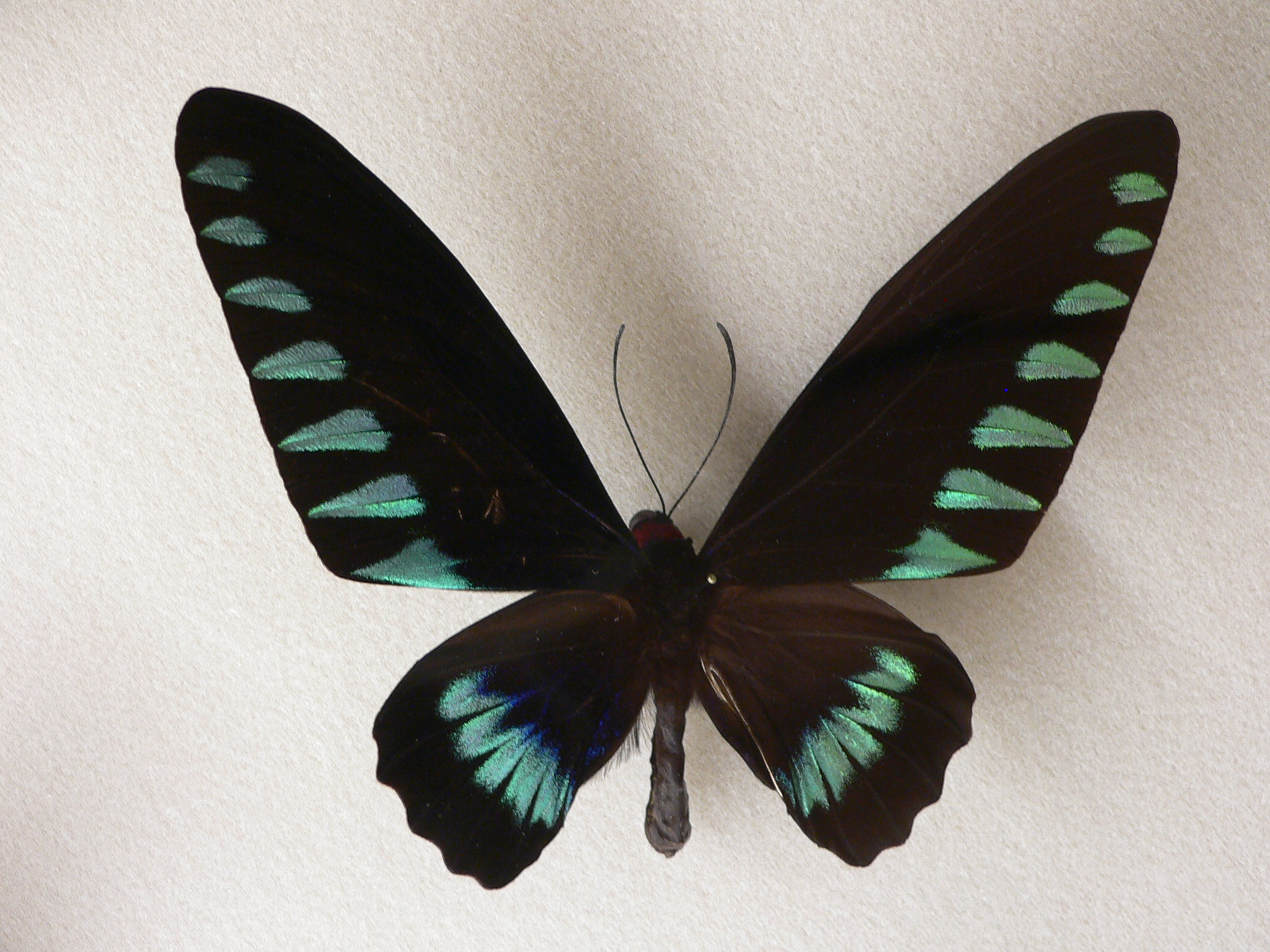
Палаванський птахокрил-трояна (Trogonoptera trojana) Триба Troidini.
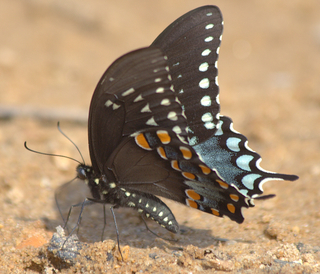
Косатець-троїлюс (Papilio troilus) Триба Papilionini.
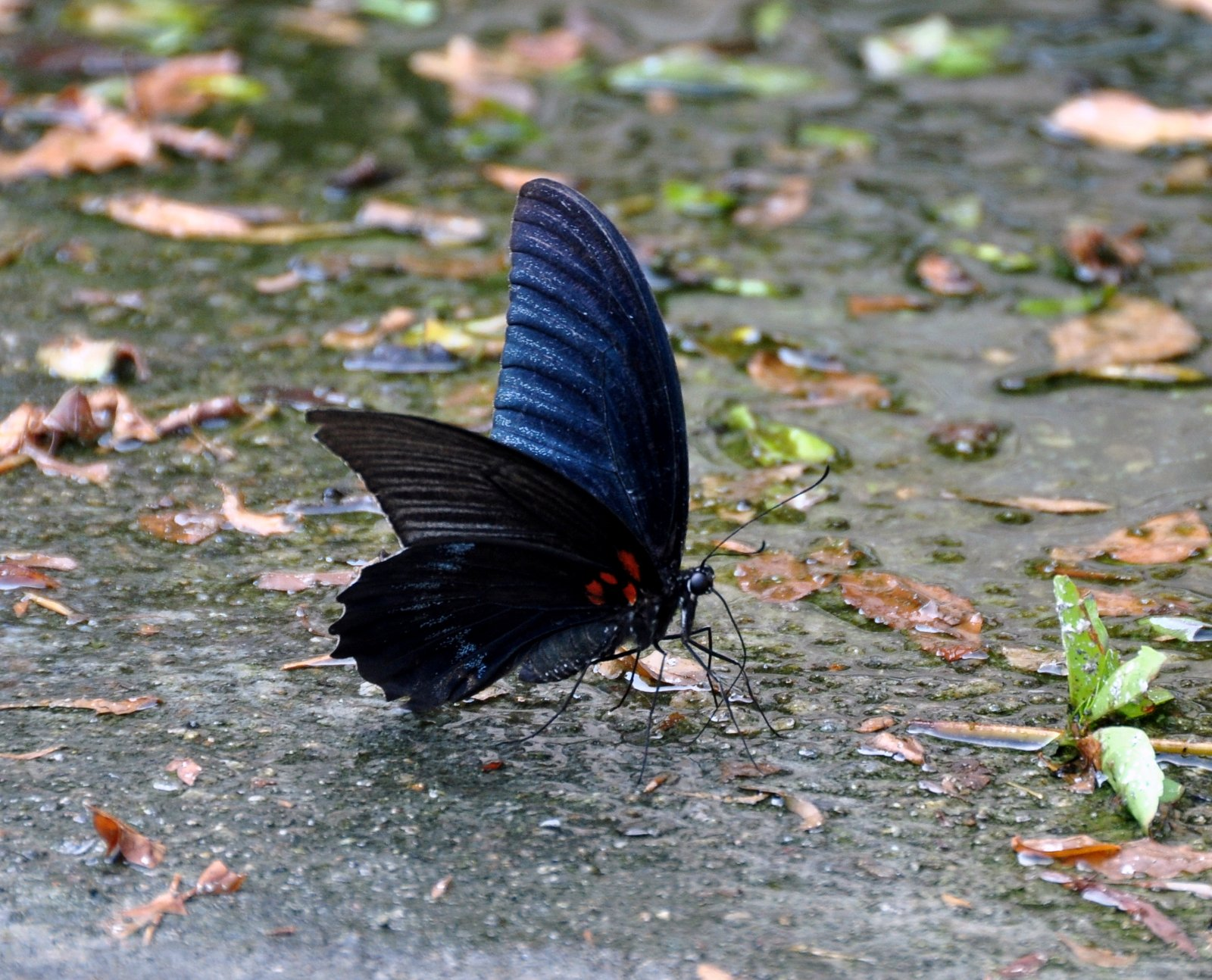
Косатець-мемнон (Papilio memnon) Триба Papilionini
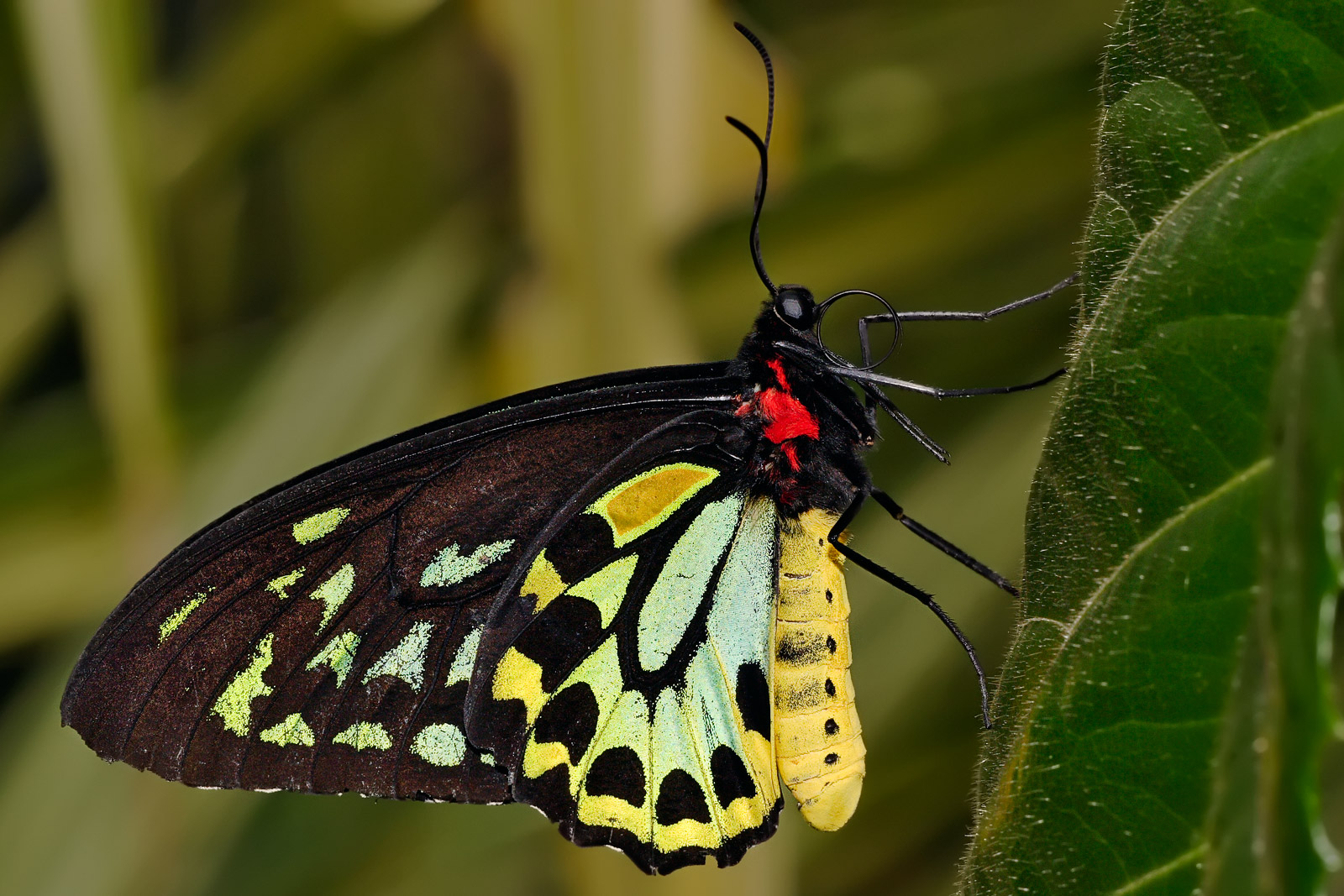
Птахокрил евфоріон (Ornithoptera euphorion) (G.R. Gray 1852)
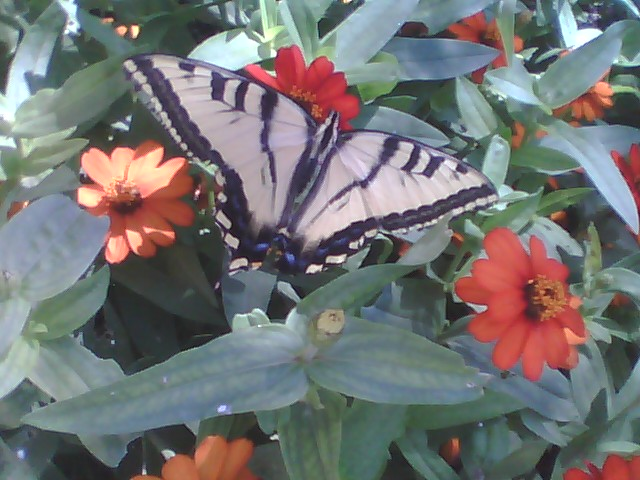
Рутулюс, тигровий косатець (Papilio rutulus) Tribe Papilionini

#### Praepapilioninae
Ще одна підродина, Praepapilioninae, складається з єдиного роду Praepapilio, що містить два види вимерлих метеликів, кожен з яких описаний за єдиним відбитком із середньо-еоценового місцезнаходження в Колорадо, США. (Durden and Rose, 1978).

### Філогенія
Філогенія Papilionidae подано за Назарі (Nazari, 2007):